# 24-й моторизованный корпус (вермахт)
24-й моторизованный корпус (нем. XXIV. Armeekorps (mot.)), сформирован 16 ноября 1940 года, на основе 24-го армейского корпуса.
21 июня 1942 года переформирован в 24-й танковый корпус.
Бои в Белоруссии, затем в районе Смоленска, Тулы.

## Боевой путь корпуса
Генерал-губернаторство (Германия):
На этапе наступления в приграничной полосе корпусу были оперативно подчинены также 255-я и 267-я пехотные дивизии.
С 22 июня 1941 года — участие в германо-советской войне, в составе группы армий «Центр».
22 июня 1941 года 03:15. Начало наступления. Артиллерийский огонь. На всём фронте никакого или только слабое сопротивление противника. Мост [через Буг] у Кодень захвачен неповреждённым в результате внезапного налёта

На участке корпуса возводятся следующие мосты:

10:00      255-я пд у Влодавы (4 т)

08:30      1-я  кав. див. у Славатыче (8 т)

10:30      4-я тд у Szostaki [25 км южнее Бреста] (16 т)

09:00      3-я тд у Окоцын [13 км южнее Бреста]  (16 т)

Через взятый неповреждённым мост Кодень тут же отправлена 3-я мотопехотная бригада с одной танковой ротой.— 

3-я, 4-я танковые и 1-я кавалерийская дивизии 24-го моторизованного корпуса к 7 часам форсировали Западный Буг на участке Кодень, Домачово. Глубина реки здесь местами не превышала одного метра, что облегчило немецким войскам её форсирование. Кроме того, часть немецких танков была специально приспособлена для преодоления водных преград. 3-я танковая дивизия полностью использовала для переправы танков захваченный исправный мост через реку у Кодень. Удар 24-го немецкого корпуса пришелся вначале по подразделениям, выдвинутым к границе на оборонительные работы, а затем и по районам дислокации частей 75-й стрелковой дивизии в Медная и Черск. Приказ о приведении в боевую готовность командир дивизии генерал-майор С. И. Недвигин получил после 4 часов. Поэтому никаких предварительных распоряжений полкам он не давал. Полки, понеся большие потери от артиллерийского огня и авиации противника, вступили в бой неподготовленными.— Сандалов Л. М. Боевые действия войск 4-й армии в начальный период Великой Отечественной войны
23 июня 1941 года в 10:00 взят Кобрин наступлением частей 3 тд с запада и частей 4 тд 24-го моторизованного корпуса с юго-востока.
24 июня 1941 года в 14 часов, после авиационной и артиллерийской подготовки немецкие танковые дивизии 24-го моторизованного корпуса вермахта нанесли удар по 55-й стрелковой дивизии РККА, которая не успела за предоставленный час полностью подойти и организовать прочную оборону на рубеже Стрелово, Миловиды, Кулики.
Не выдержав наступления превосходящих сил моторизованного корпуса, части советской 55-й стрелковой дивизии начали отходить на восток.
К месту прорыва моторизованного корпуса советское командование направило сводный отряд из остатков 22-й и 30-й танковых дивизий 14-го механизированного корпуса. Успешный «контрудар подвижного резерва» 25-ти танков Т-26 сводного отряда 14-го мехкорпуса на какое-то время позволил стабилизировать оборону 55-й стрелковой дивизии.
17 июля 1941 года 24-й моторизованный корпус прорвался уже к Кричеву. Подготовленный для развития наступления на Бобруйск советский 25-й механизированный корпус РККА был переброшен в район прорыва на Кричевское направление.

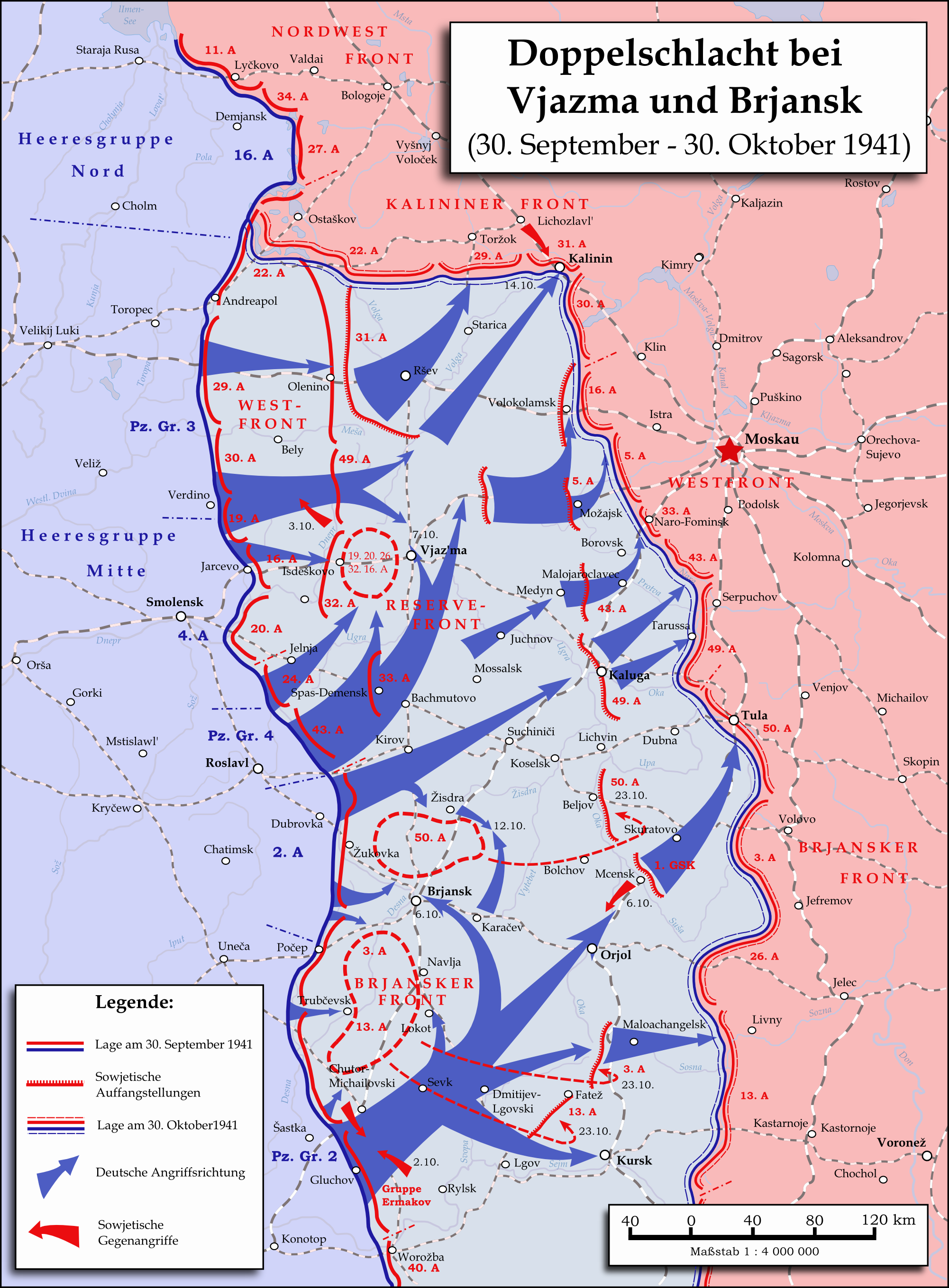
Сражение под Вязьмой и Брянском

1 октября 1941 года в рамках операции «Тайфун» 2-я танковая группа Гудериана группы армий «Центр» прорвала на своём центральном участке оборону 13-й армии Брянского фронта А. И. Ерёменко на всю глубину и продвинулась на 60 км. 1 октября 24-й моторизованный корпус занял Севск.
19 ноября 1941 года 24-й танковый корпус достиг Болохово.
В 1942 году — бои в районе Курска.

## Состав корпуса
В июне 1941:
- 3-я танковая дивизия
- 4-я танковая дивизия
- 10-я моторизованная пехотная дивизия
- 1-я кавалерийская дивизия

На этапе наступления в приграничной полосе корпусу были оперативно подчинены также 255-я и 267-я пехотные дивизии.
В июне 1942:
- 9-я танковая дивизия
- 3-я моторизованная пехотная дивизия

## Командиры корпуса
- С 16 ноября 1940 — генерал танковых войск Гейр фон Швеппенбург
- С 8 января 1942 — генерал-лейтенант Вилибальд фрайхерр фон Лангерман унд Эрленкамп